# Da'an, Zigong
Da'an är ett stadsdistrikt i Zigong i Sichuan-provinsen i sydvästra Kina. Det ligger omkring 160 kilometer sydost om provinshuvudstaden Chengdu.